# Tadeusz Lityński
 Tadeusz Lityński (ur. 14 czerwca 1962 w Kożuchowie) – polski duchowny rzymskokatolicki, biskup pomocniczy zielonogórsko-gorzowski w latach 2012–2015, biskup diecezjalny zielonogórsko-gorzowski od 2016.

## Życiorys
Urodził się 14 czerwca 1962 w Kożuchowie. Ukończył Technikum Elektroniczne w Zielonej Górze. W latach 1982–1988 odbył studia w Wyższym Seminarium Duchownym w Gościkowie-Paradyżu. Święceń prezbiteratu udzielił mu 5 czerwca 1988 w katedrze Wniebowzięcia Najświętszej Maryi Panny w Gorzowie Wielkopolskim miejscowy biskup diecezjalny Józef Michalik. Inkardynowany został do diecezji gorzowskiej (od 1992 zielonogórsko-gorzowskiej). W 1991 ukończył studia magisterskie z zakresu teologii biblijnej na Katolickim Uniwersytecie Lubelskim, a w 1999 studia magisterskie i licencjackie z prawa kanonicznego na Akademii Teologii Katolickiej w Warszawie.
W latach 1988–1990 pracował jako wikariusz w parafii św. Bartłomieja w Ołoboku, a w latach 1990–1993 w parafii Najświętszej Maryi Panny Królowej Polski w Głogowie. Od 2000 był proboszczem parafii Najświętszej Trójcy w Ochli, a od 2006 parafii Chrystusa Króla w Gorzowie Wielkopolskim. W latach 1993–2000 zajmował stanowisko notariusza Sądu Kościelnego w Gorzowie Wielkopolskim, następnie pracował tamże jako sędzia i obrońca węzła małżeńskiego. Pełnił funkcję duszpasterza energetyków. W 2011 objął urząd wikariusza biskupiego, a także wszedł w skład rady kapłańskiej i rady konsultorów. W 2009 został kanonikiem honorowym kapituły katedralnej w Gorzowie Wielkopolskim, a w 2012 otrzymał godność kapelana Jego Świątobliwości.
28 kwietnia 2012 papież Benedykt XVI mianował go biskupem pomocniczym diecezji zielonogórsko-gorzowskiej ze stolicą tytularną Cemerinianus. Święcenia biskupie otrzymał 16 czerwca 2012 w katedrze Wniebowzięcia Najświętszej Maryi Panny w Gorzowie Wielkopolskim. Udzielił mu ich arcybiskup Celestino Migliore, nuncjusz apostolski w Polsce, z towarzyszeniem Andrzeja Dzięgi, arcybiskupa metropolity szczecińsko-kamieńskiego, i Stefana Regmunta, biskupa diecezjalnego zielonogórsko-gorzowskiego. Jako zawołanie biskupie przyjął słowa „Adveniat Regnum Tuum” (Przyjdź Królestwo Twoje).
23 listopada 2015 papież Franciszek ustanowił go biskupem diecezjalnym diecezji zielonogórsko-gorzowskiej. 5 stycznia 2016 kanonicznie objął diecezję i odbył ingres do katedry Wniebowzięcia Najświętszej Maryi Panny w Gorzowie Wielkopolskim.
W ramach Konferencji Episkopatu Polski w 2015 został delegatem ds. duszpasterstwa pracowników leśnictwa, gospodarki wodnej i ochrony środowiska, a w 2021 przewodniczącym Zespołu „Laudato si” przy Radzie ds. Społecznych. Wszedł ponadto w skład Komisji ds. Polonii i Polaków za Granicą, Rady Prawnej, Zespołu ds. Kontaktów z Konferencją Episkopatu Niemiec i Zespołu Biskupów ds. Duszpasterskiej Troski o Radio Maryja.
W 2022 był współkonsekratorem podczas sakry biskupa pomocniczego zielonogórsko-gorzowskiego Adriana Puta (2022).